# Mabel Normand
Mabel Ethelreid Normand (n. 10 noiembrie 1892, New York City, New York, SUA – d. 23 februarie 1930, Monrovia⁠(d), California, SUA) a fost o actriță americană din epoca filmului mut, producătoare de filme, scenaristă și regizoare. Ea a fost o vedetă populară care a lucrat împreună cu Mack Sennett la Keystone Studios (compania lui Sennett). Pe marele ecran, a jucat alături de Charlie Chaplin în 12 filme de succes și alături de Roscoe "Fatty" Arbuckle în 17 filme, unele co-scrise și co-regizate de ea împreună cu Chaplin.

## Filmografie (selecție)
În unele roluri timpurii a fost menționată ca "Mabel Fortesque".
| An   | Film                                                      | Rol                      | Regizor                       | Co-vedetă                         | Note                                                                                       |
| ---- | --------------------------------------------------------- | ------------------------ | ----------------------------- | --------------------------------- | ------------------------------------------------------------------------------------------ |
| 1910 | Indiscretions of Betty                                    |                          |                               |                                   | Necunoscut/probabil film pierdut                                                           |
| 1910 | Over the Garden Wall                                      |                          |                               |                                   |                                                                                            |
| 1911 | Fate's Turning                                            |                          | D. W. Griffith                |                                   |                                                                                            |
| 1911 | The Diamond Star                                          |                          |                               |                                   |                                                                                            |
| 1911 | A Tale of Two Cities                                      |                          | William J. Humphrey           |                                   |                                                                                            |
| 1911 | Betty Becomes a Maid                                      | Betty                    |                               |                                   |                                                                                            |
| 1911 | Troublesome Secretaries                                   | Betty Harding            | Ralph Ince                    |                                   |                                                                                            |
| 1911 | Picciola; or, The Prison Flower                           | Theresa Girhardi         |                               |                                   |                                                                                            |
| 1911 | His Mother                                                |                          |                               |                                   |                                                                                            |
| 1911 | When a Man's Married His Trouble Begins                   |                          |                               |                                   |                                                                                            |
| 1911 | A Dead Man's Honor                                        | Helen                    |                               |                                   |                                                                                            |
| 1911 | The Changing of Silas Warner                              |                          |                               |                                   |                                                                                            |
| 1911 | Two Overcoats                                             |                          |                               |                                   |                                                                                            |
| 1911 | The Subduing of Mrs. Nag                                  | Miss Prue                |                               |                                   |                                                                                            |
| 1911 | The Strategy of Anne                                      |                          |                               |                                   |                                                                                            |
| 1911 | The Diving Girl                                           | The Niece                |                               |                                   |                                                                                            |
| 1911 | How Betty Won the School                                  | Betty's Rival            |                               |                                   |                                                                                            |
| 1911 | The Baron                                                 |                          | Mack Sennett                  |                                   |                                                                                            |
| 1911 | The Squaw's Love                                          |                          | D. W. Griffith                |                                   |                                                                                            |
| 1911 | The Revenue Man and the Girl                              |                          | D. W. Griffith                |                                   |                                                                                            |
| 1911 | Her Awakening                                             | The Daughter             | D. W. Griffith                | Harry Hyde                        |                                                                                            |
| 1911 | The Making of a Man                                       |                          | D. W. Griffith                |                                   |                                                                                            |
| 1911 | Italian Blood                                             |                          | D. W. Griffith                |                                   |                                                                                            |
| 1911 | The Unveiling                                             |                          | D. W. Griffith                |                                   |                                                                                            |
| 1911 | Through His Wife's Picture                                |                          | Mack Sennett                  |                                   |                                                                                            |
| 1911 | The Inventor's Secret                                     |                          | Mack Sennett                  |                                   |                                                                                            |
| 1911 | Their First Divorce Case                                  |                          | Mack Sennett                  |                                   |                                                                                            |
| 1911 | A Victim of Circumstances                                 |                          | Mack Sennett                  |                                   |                                                                                            |
| 1911 | Why He Gave Up                                            | The Wife                 | Henry Lehrman Mack Sennett    | Fred Mace                         |                                                                                            |
| 1911 | Saved from Himself                                        |                          | D. W. Griffith                |                                   |                                                                                            |
| 1912 | The Joke on the Joker                                     |                          | Mack Sennett                  |                                   |                                                                                            |
| 1912 | The Eternal Mother                                        | Mary                     | D. W. Griffith                | Edwin August Blanche Sweet        |                                                                                            |
| 1912 | Did Mother Get Her Wish?                                  | Nellie                   | Mack Sennett                  |                                   |                                                                                            |
| 1912 | The Mender of Nets                                        |                          | D. W. Griffith                | Mary Pickford                     |                                                                                            |
| 1912 | The Fatal Chocolate                                       |                          | Mack Sennett                  |                                   |                                                                                            |
| 1912 | The Engagement Ring                                       | Alice                    | Mack Sennett                  |                                   |                                                                                            |
| 1912 | A Spanish Dilemma                                         |                          | Mack Sennett                  |                                   |                                                                                            |
| 1912 | Hot Stuff                                                 |                          | Mack Sennett                  | Mack Sennett                      |                                                                                            |
| 1912 | A Voice from the Deep                                     |                          | Mack Sennett                  |                                   |                                                                                            |
| 1912 | Oh, Those Eyes                                            | Gladys                   | Mack Sennett                  |                                   |                                                                                            |
| 1912 | Help! Help!                                               | Mrs. Suburbanite         | Mack Sennett                  | Fred Mace                         |                                                                                            |
| 1912 | The Water Nymph                                           | Diving Venus             | Mack Sennett                  | Mack Sennett Ford Sterling        | Alternative title: The Beach Flirt First Keystone comedy                                   |
| 1912 | The Flirting Husband                                      |                          | Mack Sennett                  | Ford Sterling                     |                                                                                            |
| 1912 | Mabel's Lovers                                            | Mabel                    | Mack Sennett                  | Fred Mace Ford Sterling           |                                                                                            |
| 1912 | At Coney Island                                           |                          | Mack Sennett                  | Ford Sterling Fred Mace           | Alt titlu: Cohen at Coney Island'                                                          |
| 1912 | Mabel's Adventures                                        | Mabel                    | Mack Sennett                  | Fred Mace Ford Sterling           |                                                                                            |
| 1913 | The Bangville Police                                      | Farm Girl                | Henry Lehrman                 | Fred Mace the Keystone Cops       |                                                                                            |
| 1913 | A Noise from the Deep                                     | Mabel                    | Mack Sennett                  | Roscoe Arbuckle the Keystone Cops |                                                                                            |
| 1913 | A Little Hero                                             |                          | George Nichols                | Harold Lloyd                      |                                                                                            |
| 1913 | Mabel's Awful Mistakes                                    | Mabel                    | Mack Sennett                  | Mack Sennett Ford Sterling        | Alt titlu: Her Deceitful Lover                                                             |
| 1913 | Passions, He Had Three                                    |                          | Henry Lehrman                 | Roscoe Arbuckle                   | Alt titlu: He Had Three                                                                    |
| 1913 | For the Love of Mabel                                     | Mabel                    | Henry Lehrman                 | Roscoe Arbuckle Ford Sterling     |                                                                                            |
| 1913 | Mabel's Dramatic Career                                   | Mabel, the kitchen maid  | Mack Sennett                  | Mack Sennett Ford Sterling        | Alt titlu: Her Dramatic Debut'                                                             |
| 1913 | The Gypsy Queen                                           |                          | Mack Sennett                  | Roscoe Arbuckle                   |                                                                                            |
| 1913 | Cohen Saves the Flag                                      | Rebecca                  | Mack Sennett                  | Ford Sterling                     |                                                                                            |
| 1914 | Mabel's Stormy Love Affair                                | Mabel                    | Mabel Normand                 |                                   |                                                                                            |
| 1914 | Won in a Closet                                           |                          | Mabel Normand                 |                                   | Alt titlu: Won in a Cupboard                                                               |
| 1914 | In the Clutches of the Gang                               |                          |                               | Roscoe Arbuckle Keystone Cops     | Film pierdut                                                                               |
| 1914 | Mack at It Again                                          |                          | Mack Sennett                  | Mack Sennett                      |                                                                                            |
| 1914 | Mabel's Strange Predicament                               | Mabel                    | Mabel Normand                 | Charles Chaplin                   | Alt titlu:: Hotel Mixup First film with Chaplin as the Tramp although the second released. |
| 1914 | Mabel's Blunder                                           | Mabel                    | Mabel Normand                 | Charley Chase Al St. John         | Adăugat în National Film Registry în 2009                                                  |
| 1914 | A Film Johnnie                                            | Mabel                    | George Nichols                | Charlie Chaplin Roscoe Arbuckle   |                                                                                            |
| 1914 | Mabel at the Wheel                                        | Mabel                    | Mabel Normans Mack Sennett    | Charles Chaplin                   |                                                                                            |
| 1914 | Caught in a Cabaret                                       | Mabel                    | Mabel Normand                 | Charles Chaplin                   | Sceanristă                                                                                 |
| 1914 | Mabel's Nerve                                             | Mabel                    | George Nichols                |                                   |                                                                                            |
| 1914 | The Alarm                                                 |                          | Roscoe Arbuckle Edward Dillon | Roscoe Arbuckle Minta Durfee      | Alt titlu:: Fireman's Picnic                                                               |
| 1914 | Her Friend the Bandit                                     | Mabel                    | Mabel Normand Charles Chaplin | Charles Chaplin                   | Film pierdut                                                                               |
| 1914 | The Fatal Mallet                                          | Mabel                    | Mack Sennett                  | Charles Chaplin Mack Sennett      |                                                                                            |
| 1914 | Mabel's Busy Day                                          | Mabel                    | Mabel Normand                 | Charles Chaplin Chester Conklin   | Scenaristă                                                                                 |
| 1914 | Mabel's Married Life                                      | Mabel                    | Charles Chaplin               | Charles Chaplin                   | Co-scris de Normand & Chaplin                                                              |
| 1914 | Mabel's New Job                                           | Mabel                    | Mabel Normand George Nichols  | Chester Conklin Charley Chase     | Scenaristă                                                                                 |
| 1914 | Tillie's Punctured Romance                                | Mabel                    | Mack Sennett                  | Marie Dressler Charles Chaplin    | Film de lung-metraj Primul film de lung-metraj de comedie                                  |
| 1914 | The Sky Pirate                                            |                          |                               | Roscoe Arbuckle Minta Durfee      |                                                                                            |
| 1914 | The Masquerader                                           | Actress                  | Charles Chaplin               |                                   | Nemenționată                                                                               |
| 1914 | Mabel's Latest Prank                                      | Mabel                    | Mabel Normand Mack Sennett    | Mack Sennett Hank Mann            | Alt titlu: Touch of Rheumatism                                                             |
| 1914 | Hello, Mabel                                              | Mabel                    | Mabel Normand                 | Charley Chase Minta Durfee        | Alt titlu: On a Busy Wire                                                                  |
| 1914 | Gentlemen of Nerve                                        | Mabel                    | Charles Chaplin               | Charles Chaplin Chester Conklin   | Alt titlu: Charlie at the Races Some Nerve                                                 |
| 1914 | His Trysting Place                                        | Mabel, The Wife          | Charles Chaplin               | Charles Chaplin                   |                                                                                            |
| 1914 | Shotguns That Kick                                        |                          | Roscoe Arbuckle               | Roscoe Arbuckle Al St. John       |                                                                                            |
| 1914 | Getting Acquainted                                        | Ambrose's Wife           | Charles Chaplin               | Charles Chaplin Phyllis Allen     |                                                                                            |
| 1915 | Mabel and Fatty's Wash Day                                | Mabel                    | Roscoe Arbuckle               | Roscoe Arbuckle                   |                                                                                            |
| 1915 | Mabel and Fatty's Simple Life                             | Mabel                    | Roscoe Arbuckle               | Roscoe Arbuckle                   | Alt titlu: Mabel and Fatty's Simple Life                                                   |
| 1915 | Mabel and Fatty Viewing the World's Fair at San Francisco | Mabel                    | Mabel Normand Roscoe Arbuckle | Roscoe Arbuckle                   |                                                                                            |
| 1915 | Mabel and Fatty's Married Life                            | Mabel                    | Roscoe Arbuckle               | Roscoe Arbuckle                   |                                                                                            |
| 1915 | That Little Band of Gold                                  | Wifey                    | Roscoe Arbuckle               |                                   | Nem. Alt titlu: For Better or Worse                                                        |
| 1915 | Wished on Mabel                                           | Mabel                    | Mabel Normand                 | Roscoe Arbuckle                   |                                                                                            |
| 1915 | Mabel's Wilful Way                                        | Mabel                    | Roscoe Arbuckle               | Roscoe Arbuckle                   |                                                                                            |
| 1915 | Mabel Lost and Won                                        | Mabel                    | Mabel Normand                 | Owen Moore Mack Swain             |                                                                                            |
| 1915 | The Little Teacher                                        | The Little Teacher       | Mack Sennett                  | Roscoe Arbuckle, Mack Sennett     | Alt titlu: A Small Town Bully                                                              |
| 1916 | Fatty and Mabel Adrift                                    | Mabel                    | Roscoe Arbuckle               | Roscoe Arbuckle Al St. John       | Alt titlu: Concrete Biscuits                                                               |
| 1916 | He Did and He Didn't                                      | The Doctor's Wife        | Roscoe Arbuckle               | Roscoe Arbuckle Al St. John       |                                                                                            |
| 1918 | The Venus Model                                           | Kitty O'Brien            | Clarence G. Badger            | Rod La Rocque                     | Film de lungmetraj, probabil pierdut                                                       |
| 1918 | A Perfect 36                                              | Mabel                    | Charles Giblyn                | Rod La Rocque                     | Film de lungmetraj                                                                         |
| 1918 | Mickey                                                    | Mickey                   | F. Richard Jones James Young  |                                   | Film de lungmetraj                                                                         |
| 1919 | Jinx                                                      | The Jinx                 | Victor Schertzinger           |                                   | Film de lungmetraj, probabil pierdut                                                       |
| 1919 | The Pest                                                  | Jigs                     | Christy Cabanne               |                                   | Film de lungmetraj, pierdut                                                                |
| 1920 | What Happened to Rosa                                     | Rosa                     | Victor Schertzinger           |                                   | Film de lungmetraj                                                                         |
| 1921 | Molly O'                                                  | Molly O'                 | F. Richard Jones              | George Nichols                    | Film de lungmetraj                                                                         |
| 1922 | Head Over Heels                                           | Tina                     | Paul Bern Victor Schertzinger | Raymond Hatton Adolphe Menjou     | Film de lungmetraj                                                                         |
| 1922 | Oh, Mabel Behave                                          | Innkeeper's Daughter     | Mack Sennett                  | Mack Sennett Ford Sterling        |                                                                                            |
| 1923 | Suzanna                                                   | Suzanna                  | F. Richard Jones              | George Nichols                    | Film de lungmetraj, incomplet (lipsesc 2 role)                                             |
| 1923 | The Extra Girl                                            | Sue Graham               | F. Richard Jones              | George Nichols                    | Feature-length film                                                                        |
| 1926 | Raggedy Rose                                              | Raggedy Rose             | Richard Wallace               | Carl Miller Max Davidson          | Feature-length film                                                                        |
| 1926 | The Nickel-Hopper                                         | Paddy, the nickel hopper | F. Richard Jones Hal Yates    |                                   |                                                                                            |
| 1927 | Should Men Walk Home?                                     | The Girl Bandit          | Leo McCarey                   | Eugene Pallette Oliver Hardy      | Feature-length film                                                                        |
| 1927 | One Hour Married                                          |                          | Jerome Strong                 | Creighton Hale James Finlayson    |                                                                                            |

## În cultura populară

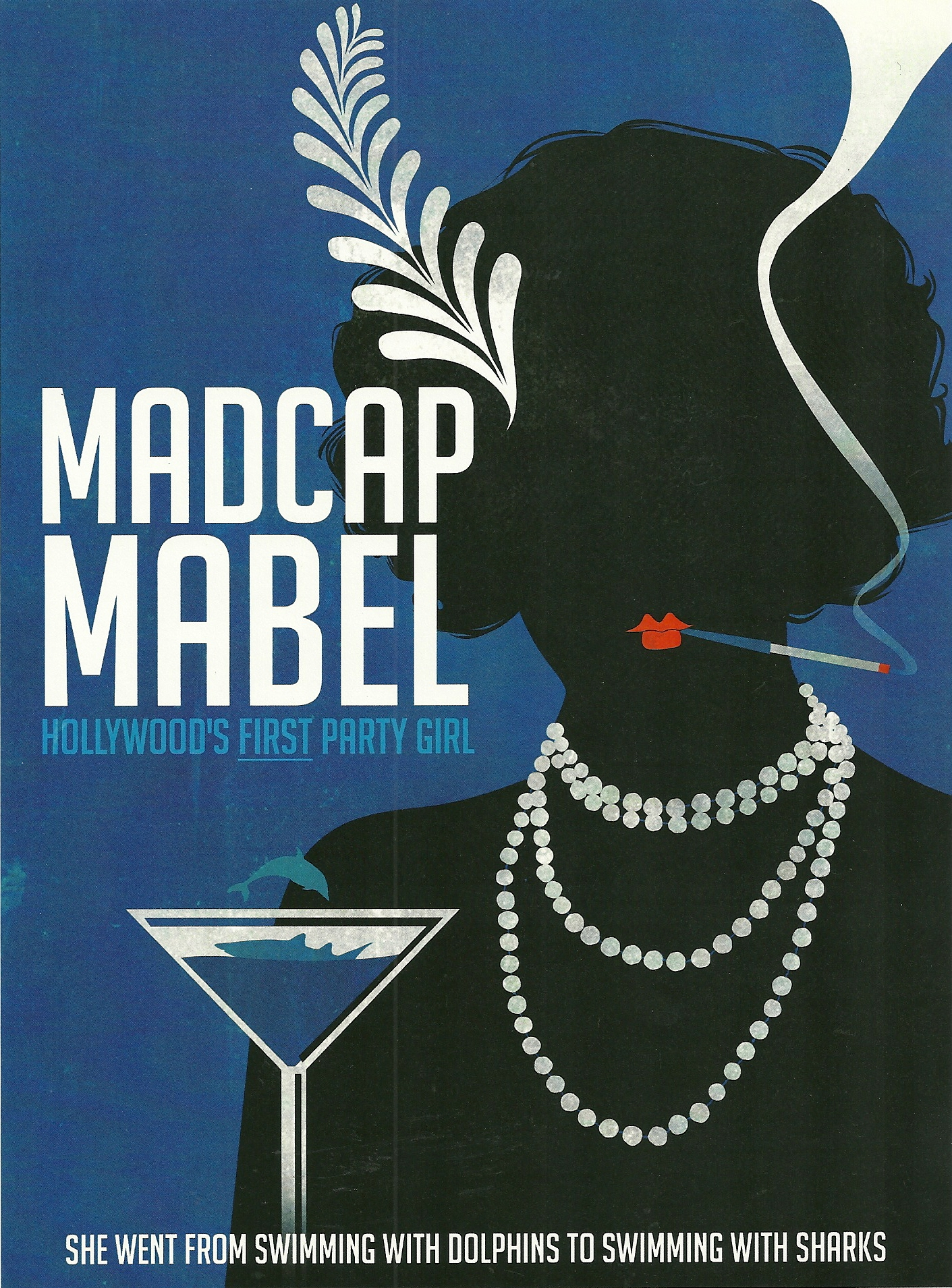
Afișul filmului Madcap Mabel (2010)

În filmul de scurtmetraj Madcap Mabel (2010) este portretizată de Penelope Lagos.

## Legături externe
- Mabel Normand la Internet Movie Database
- Mabel Normand la TCM Movie Database
- Mabel Normand at the Women Film Pioneers Project
- Madcap Mabel: Mabel Normand Website Arhivat în 5 noiembrie 2014, la Wayback Machine.
- Mabel Normand Source Book (pdf file)
- Stephen Normand's website Arhivat în 1 noiembrie 2012, la Wayback Machine.
- Bibliography
- Looking for Mabel Normand Arhivat în 7 februarie 2018, la Wayback Machine.
- Mabel Normand Home Page
- Films of Mabel Normand on YouTube (playlist)

## Vezi și
- Listă de actori americani
- Listă de actori americani (M-Q)